# Xanthophyllum lateriflorum
Xanthophyllum lateriflorum är en jungfrulinsväxtart som beskrevs av Friedrich Anton Wilhelm Miquel. Xanthophyllum lateriflorum ingår i släktet Xanthophyllum och familjen jungfrulinsväxter. Inga underarter finns listade i Catalogue of Life.